# Championnat de Curaçao de football 2010-2011
Navigation
Saison suivante
La saison 2010-2011 du Championnat de Curaçao de football est la toute première édition de la Sekshon Pagá, le championnat de première division à Curaçao. Les dix meilleures équipes de l'île sont regroupées au sein d’une poule unique où elles s’affrontent au cours de plusieurs phases, avec des qualifications successives, jusqu'à la finale nationale. En fin de saison, le dernier du classement est relégué alors que l'avant-dernier doit disputer un barrage de promotion-relégation face au champion de D2.
C'est le double tenant du titre, le SV Hubentut Fortuna, qui est à nouveau sacré cette saison après avoir battu le CSD Barber en finale. Il s’agit du troisième titre de champion de Curaçao de l’histoire du club. Les deux finalistes obtiennent leur billet pour la CFU Club Championship 2012.

## Les clubs participants
- SV Hubentut Fortuna
- UD Banda Abou
- CSD Barber
- RKSV Centro Dominguito
- CRKSV Jong Colombia
- CRKSV Jong Holland
- VESTA Willemstad
- RKVFC Sithoc
- SV Victory Boys
- Sport Unie Brion-Trappers

## Compétition
Le barème utilisé pour établir le classement est le suivant :
- Victoire : 3 points
- Match nul : 1 point
- Défaite : 0 point

### Saison régulière
| Rang | Équipe                    | Pts | J  | G  | N | P  | Bp | Bc | Diff |
| ---- | ------------------------- | --- | -- | -- | - | -- | -- | -- | ---- |
| 1    | RKSV Centro Dominguito    | 39  | 18 | 12 | 3 | 3  | 37 | 16 | +21  |
| 2    | CRKSV Jong Holland        | 34  | 18 | 10 | 4 | 4  | 26 | 19 | +7   |
| 3    | SV Hubentut FortunaT      | 33  | 18 | 9  | 6 | 3  | 36 | 22 | +14  |
| 4    | CSD Barber                | 29  | 18 | 8  | 5 | 5  | 28 | 18 | +10  |
| 5    | RKVFC Sithoc              | 24  | 18 | 6  | 6 | 6  | 28 | 24 | +4   |
| 6    | VESTA Willemstad          | 23  | 18 | 5  | 8 | 5  | 17 | 19 | -2   |
| 7    | SV Victory Boys           | 19  | 18 | 5  | 4 | 9  | 22 | 35 | -13  |
| 8    | Sport Unie Brion-Trappers | 18  | 18 | 4  | 6 | 8  | 25 | 30 | -5   |
| 9    | UD Banda Abou             | 12  | 18 | 2  | 6 | 10 | 14 | 28 | -14  |
| 10   | CRKSV Jong Colombia       | 12  | 18 | 2  | 6 | 10 | 13 | 35 | -22  |

|  | Qualification pour le Kaya 6                     |
|  | Participation au barrage de promotion-relégation |
|  | Relégation directe en deuxième division          |
|  | T : Tenant du titre                              |

### Kaya 6
| Rang | Équipe                 | Pts | J | G | N | P | Bp | Bc | Diff |  | Résultats (▼ dom., ► ext.) | Hub | Hol | Sit | Bar | Wil | Dom |
| ---- | ---------------------- | --- | - | - | - | - | -- | -- | ---- |  | -------------------------- | --- | --- | --- | --- | --- | --- |
| 1    | SV Hubentut FortunaT   | 9   | 5 | 3 | 0 | 2 | 11 | 6  | +5   |  | SV Hubentut FortunaT       |     | 2-0 | 3-4 | 1-2 | 3-0 | 2-0 |
| 2    | CRKSV Jong Holland     | 9   | 5 | 3 | 0 | 2 | 5  | 4  | +1   |  | CRKSV Jong Holland         |     |     | 2-0 | 0-1 | 1-0 | 2-1 |
| 3    | RKVFC Sithoc           | 8   | 5 | 2 | 2 | 1 | 8  | 8  | 0    |  | RKVFC Sithoc               |     |     |     | 0-0 | 2-1 | 2-2 |
| 4    | CSD Barber             | 8   | 5 | 2 | 2 | 1 | 4  | 4  | 0    |  | CSD Barber                 |     |     |     |     | 0-2 | 1-1 |
| 5    | VESTA Willemstad       | 6   | 5 | 2 | 0 | 3 | 5  | 7  | -2   |  | VESTA Willemstad           |     |     |     |     |     | 2-1 |
| 6    | RKSV Centro Dominguito | 2   | 5 | 0 | 2 | 3 | 5  | 9  | -4   |  | RKSV Centro Dominguito     |     |     |     |     |     |     |

|  | Qualification pour le Kaya 4 |
|  | T : Tenant du titre          |

### Kaya 4
| Rang | Équipe               | Pts | J | G | N | P | Bp | Bc | Diff |  | Résultats (▼ dom., ► ext.) | Bar | Hub | Hol | Sit |
| ---- | -------------------- | --- | - | - | - | - | -- | -- | ---- |  | -------------------------- | --- | --- | --- | --- |
| 1    | CSD Barber           | 7   | 3 | 2 | 1 | 0 | 6  | 2  | +4   |  | CSD Barber                 |     | 2-1 | 1-1 | 3-0 |
| 2    | SV Hubentut FortunaT | 6   | 3 | 2 | 0 | 1 | 5  | 4  | +1   |  | SV Hubentut FortunaT       |     |     | 1-0 | 3-2 |
| 3    | CRKSV Jong Holland   | 2   | 3 | 0 | 2 | 1 | 2  | 3  | -1   |  | CRKSV Jong Holland         |     |     |     | 1-1 |
| 4    | RKVFC Sithoc         | 1   | 3 | 0 | 1 | 2 | 3  | 7  | -4   |  | RKVFC Sithoc               |     |     |     |     |

|  | Qualification pour la finale nationale |
|  | T : Tenant du titre                    |

### Finale nationale
| 26 juin 2011 | CSD Barber                        | 2 - 2 | SV Hubentut Fortuna                 |  |  |
|              | Oscar Molina 55e · Buteur inconnu |       | Benjamin Martha · Lisandro Trinidad |  |  |
|              | Tirs au but 6-7                   |       |                                     |  |  |

Le match est finalement annulé et rejoué car le SV Hubert Fortunat a aligné un joueur non qualifié.
| 28 septembre 2011 | CSD Barber | 0 - 1 | SV Hubentut Fortuna   |  |
|                   |            |       | 17e Lisandro Trinidad |  |

### Barrage de promotion-relégation
Le 9e de Sekshon Pagá, l'UD Banda Abou affronte le champion de deuxième division, De Zebra's FC en barrage pour attribuer la dernière place en première division la saison prochaine.
| Équipe 1           | Résultat | Équipe 2      | Aller | Retour |
| ------------------ | -------- | ------------- | ----- | ------ |
| De Zebra's FC (D2) | 1 - 2    | UD Banda Abou | 1 - 0 | 0 - 2  |

- Les deux formations se maintiennent au sein de leur championnat respectif.

## Bilan de la saison
| Championnat de Curaçao de football 2010-2011 |                                |
| Champion                                     | SV Hubentut Fortuna (3e titre) |
| Qualifications continentales                 |                                |
| CFU Club Championship 2012                   | SV Hubentut Fortuna            |
| CFU Club Championship 2012                   | CSD Barber                     |
| Promotions et relégations                    |                                |
| Promus en Sekshon Pagá                       | Aucun                          |
| Relégués en Sekshon Amatùr                   | CRKSV Jong Colombia            |